# Нічниця водяна
Нічни́ця водяна́ або нічни́ця Добанто́на (Myotis daubentonii) — дрібний ссавець ряду рукокрилих. Видовий епітет присвоєний на честь французького натураліста Луї Добантона.

## Зовнішній вигляд
Дрібний за розмірами вид нічниць. Довжина тіла — 49-55 мм, маса — 6,5-14,5 г. Довжина передпліччя — 3,5-4 см, вуха — 1,3-2 см, розмах крил — 23-27 см. Загальна довжина черепа — 1,4 см, довжина верхнього ряду зубів — 5,3-5,5 мм. Другий верхній передкорінний зуб удвічі менший за перший.
Від інших видів нічниць відрізняється тим, що край крилової перетинки прикріпляється до середини або основної третини плесна задньої лапи (між гомілковостопним суглобом і пальцями). Епіблеми немає. Крила — широкі, тупі. Шкірний виступ біля основи вуха, що прикриває слуховий отвір (козелок), довгий, рівномірно звужений до кінця і загострений.
Колір хутра на спині бурий, з відтінками від сіруватого і сріблясто-палевого до шоколадного, контрастує з майже білим або світло-сірим черевом. Кінчики волосся помітно світліші за основу. Хутро дуже густе, рівне, довге. Літальна перетинка і вуха — бурі. Відомі відхилення в забарвленні — меланізм, альбінізм, строкатість.
Від вусатої і звичайної нічниці відрізняється також більшою довжиною тіла.

## Поширення
Вид поширений в Євразії: від Іспанії і Великої Британії до Камчатки, Сахаліну і Японії. У Росії — в середній смузі, на півдні Східного Сибіру і Далекого Сходу, зрідка — на Кавказі і Камчатці. Північна межа в європейській частині ареалу проходить приблизно по 63° північної широти на заході і 60° північної широти на сході, далі спускається до північного краю Байкалу. Південна межа поширення виду проходить через Південну Італію, гирло Дунаю, нижню течію Волги, Монголію і Північно-Східний Китай.
В Україні ці тварини трапляються на всій її території, навіть у промислових придніпровських районах, вони легко пристосовуються до життя в містах. У результаті дослідження, яке провів Інститут зоології імені І. І. Шмальгаузена НАН України в 2002 році, водяну нічницю зараховано до чотирьох видів кажанів, найпоширеніших у містах України (крім неї, це також — руда вечірниця, кажан пізній і вухань звичайний).

## Спосіб життя
Як і у всіх нічниць, політ нешвидкий, поривчастий і нерівний. За біологією водяна нічниця схожа на ставкову, але полює не лише біля водойм — іноді віддаляється від них, годуючись в прибережних лісах, рідше — на вулицях селищ.

### Полювання
Виліт на полювання розпочинається пізно, в густих сутінках, після 22-ї години і триває до 4-ї ранку. Найбільша активність — в період з 23-ї години 30 хвилин до 2-ї години ночі. У сутінках харчуються над сушею, до 23-ї години переміщаються до води. Під час полювання низько літають над поверхнею водойми — там, де немає рослинності, на висоті 5-30 см. Живляться двокрилими, волохокрильцями, совками та іншими комахами, рідше — великими жуками, збираючи їх на деревах. Здобич поїдають у польоті. Час від часу відпочивають, причепившись до гілки дерева, яке росте на березі, або до карниза будинку, що стоїть неподалік від водойми. Перед світанком повертаються в свій притулок.
Воду п'ють, зависаючи над водоймою.

### Помешкання
Мешкає поблизу водойм у колоніях. Самці і самиці селяться разом в дуплах і під дахами (переважно в дерев'яних будівлях), в печерах, розколинах і щілинах в скелях, підвішуючись до стелі вниз головою і збившись в щільну купу. Навесні в колоніях буває до 20-40, на осінь — до 50-60 особин.

### Зимівля
Вид осілий, далеких міграцій не здійснює. Зимує, підвішуючись вниз головою, в печерах, ущелинах, підвалах, шахтах, льохах, де температура взимку не падає нижче нуля і постійно тримається висока вологість повітря. Відлітає у місця зимівель в першій декаді вересня. Сплячка триває близько 8 місяців. У цей час температура тіла знижується до 5-7 °C, частота дихання і серцебиття становить 1 раз на 2-3 хвилини. У місцях літнього проживання з'являється в першій-другій декаді квітня. Зазвичай відстань між літніми та зимовими прихистками не перевищує 50-60 км.
Тривалість життя — до 15-22 років.

## Звуки
Звуки у рукокрилих індивідуальні, кожна особина може легко відрізнити відлуння власного сигналу в печерах, де одночасно користуються ехолокаторами до кількасот тисяч рукокрилих. Водяні нічниці подають ехолокаційні сигнали середньої або низької інтенсивності в діапазоні 85-35 кГц, з максимальною амплітудою близько 45 кГц.

## Розмноження
Статева зрілість у самців настає в 11 місяців. У розмноженні беруть участь після першої зимівлі. Сперматогенез починається в травні, досягає найбільшої інтенсивності в липні-серпні і припиняється до кінця жовтня.
Вагітність нічниці триває близько двох місяців. У вивідковий період самиці утворюють зграї по 30-200 особин і влаштовують у сховищах біля води цілі «гуртожитки». У міських умовах такі зграї можуть бути мішаними, складатися з водяних нічниць, рудих вечірниць і нетопирів звичайних.
У першій декаді червня-середині липня самиця народжує одне сліпе і голе дитинча, яке вже через 4-5 тижнів може самостійно літати. Через півтора місяця після народження молоду нічницю вже важко відрізнити від батьків.

## Негативні фактори
На загальну кількість нічниць, як і кажанів інших видів, негативно вплинув цілий ряд факторів:
- низький потенціал розмноження,
- вирубування старих дуплистих дерев на берегах річок і озер,
- забруднення місць проживання викидами промислових підприємств,
- авіахімічна обробка лісів і полів отрутохімікатами (пряма і непряма загибель від пестицидів та гербіцидів)[4],
- скорочення кількості дерев'яних будівель,
- комерційний вилов у місцях зимівель[5].